# Manuel de Sandoval
Manuel de Sandoval fue un destacado militar y el gobernador de Coahuila (1729-1733) y Texas (1734-1736) en el Virreinato de la Nueva España.

## Biografía
Manuel de Sandoval nació en Santa Fe, Nuevo México a finales del siglo XVII, pero al igual que con otro gobernador español de Texas, se desconoce la fecha exacta de su nacimiento. En 1707, se unió al ejército de Santa Fe. Sus capacidades militares ayudaron a progresar desde cadete a Capitán de granaderos del regimiento de Santa Fe. Sandoval participó en el ejército veinte años hasta que en 1729 el rey le nombró gobernador de Coahuila. Dejó el gobierno de esa ciudad en 1733. Más tarde, a principios de 1734, fue nombrado gobernador de Texas. Sandoval vivió la mayor parte de su tiempo como gobernador de Texas, en San Fernando de Bexar, aunque Los Adaes fue la capital de la región y San Fernando sufrió constantes ataques de los apaches. En 1735 , el comandante francés Louis Juchereau de St. Denis tomó la ausencia de Sandoval en Los Adaes para mover los fuertes Natchiloches franceses al oeste del río Rojo, a partir de una colonización francesa en la región. Las protestas por Sandoval y José Gonzales, su suplente en Los Adaes, hechas contra el fuerte francés fueron en vano. Debido a la invasión francesa, y por lo tanto, a su fracaso de la gestión política en la inestable provincia, el virrey, Juan Antonio de Vizarrón y Eguiarreta , decidió que la mejor opción sería la de destituir a Sandoval de su oficina política de Texas y reemplazarlo por Carlos Benites Franquis de Lugo en septiembre de 1736. Después de que Lugo Franquis llegó al poder, ordenó la detención de Sandoval y lo acusó de siete cargos de conducta deshonesta. En 1737 el virrey llamó a los dos gobernadores y les ordenó llevar a cabo una contabilidad oficial de sus respectivas administraciones. Aunque de ellos lograron la eliminación de los cargos en su contra, Sandoval tuvo que pagar una multa de 500 dólares por no haber vivido en Los Adaes cuando él era gobernador de Texas, y al no tener libro de mantenimiento. Pasó varios años en la cárcel y en 1741 fue liberado de la prisión, declarando también capaz de seguir prestando servicios militares y políticas con el rey. Se instaló en Ciudad de México, donde trabajó profesionalmente en el sargento mayor del regimiento urbano de comercio hasta su muerte.

## El caso Sandoval
La investigación llevada a cabo en el caso Sandoval era extensa y cubrió una treintena de volúmenes, que se añadieron cuarenta volúmenes adicionales que recogen muchos de los eventos anteriores que se produjeron en Tejas. Este material fue importante cuando, en el siglo XIX, se llevaron a cabo negociaciones entre España, Francia y los Estados Unidos en la frontera oriental de Tejas.